# Ángel Espinosa
Pour les articles homonymes, voir Espinosa.
Ángel Espinosa est un boxeur cubain né le 2 octobre 1966 à Holguín et mort le 12 avril 2017 à Hialeah Gardens en Floride aux États-Unis.

## Carrière
Sa carrière amateur est principalement marquée par un titre de champion du monde remporté à Reno en 1986 dans la catégorie des poids super-welters. Médaillé d'argent aux championnats du monde de Moscou en 1989 en poids moyens, Espinosa remporte également la médaille d'or aux Jeux panaméricains d'Indianapolis en 1987.